# 津和野・乙女峠の殉教者
津和野・乙女峠の殉教者は1867年（慶応3年）、明治政府による隠れキリシタン弾圧事件（浦上四番崩れ）で浦上村のキリシタンが日本各地に流配、そのうち153人が津和野に流配され、乙女峠で殉教したキリシタン37人のことである。

## 概説

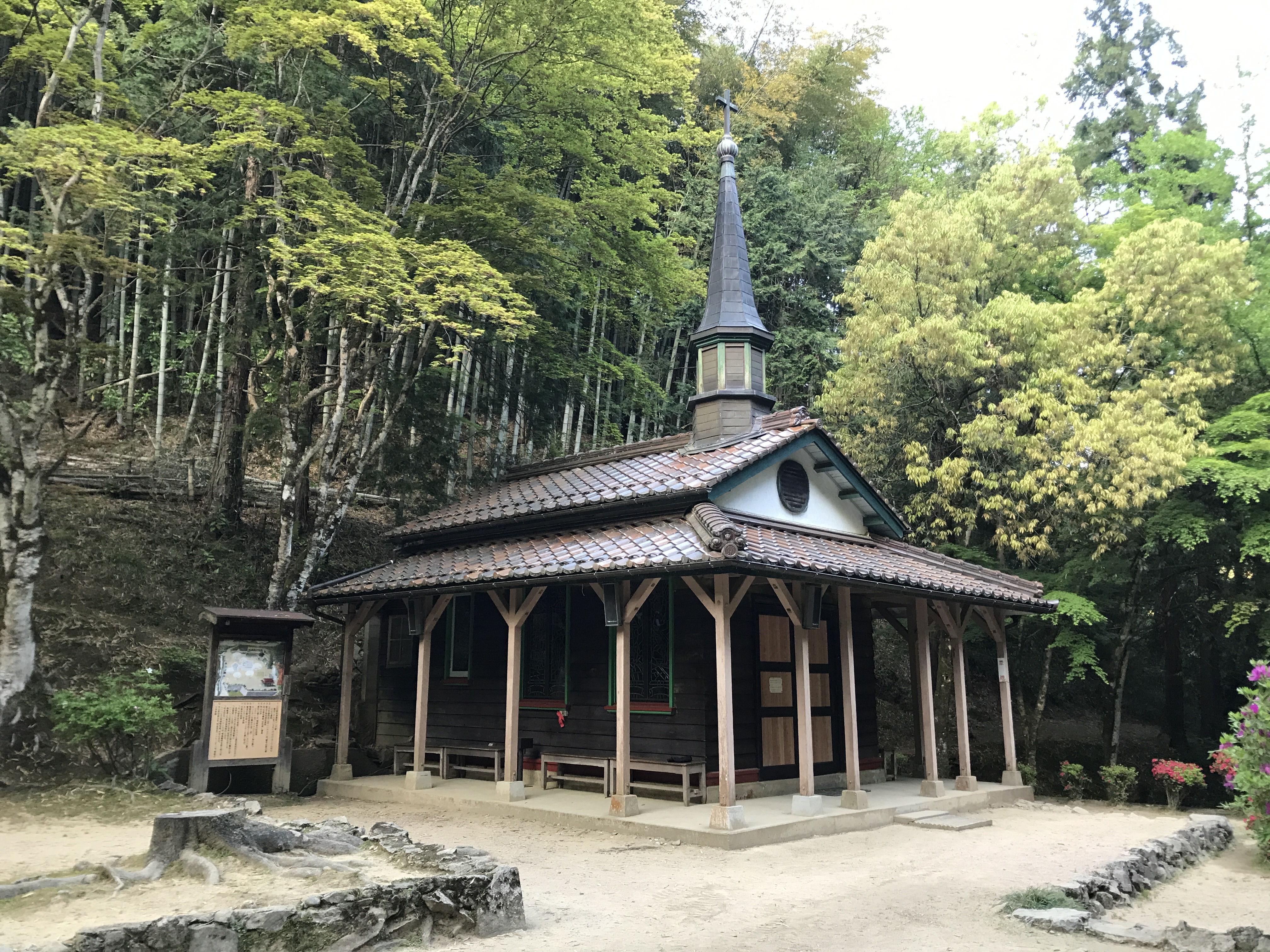
乙女峠マリア聖堂

1865年3月17日、竣工したばかりの「フランス寺」（大浦天主堂）に現れた浦上キリシタンがベルナール・プティジャンの前で告白し日本にキリスト教徒が現存していた事実を世界に知らしめた「信徒発見」の後、信仰表明したことで「浦上四番崩れ」が発生。江戸幕府、明治政府によって3400人ほどの浦上キリシタンが日本各地に配流され、そのうち153人が1868年、1870年に分けて津和野藩に流配され、乙女峠に存在した光琳寺に収容された。
当初、キリシタン153人は役人から丁重な扱いを受けながら棄教（改心）を勧められたが彼らは拒み、一転し厳しい拷問を与えられた。そのうち6人が棄教し「改心者」として食料、衣服が与えられ別の場所に移され、残りのキリシタンは「不改心者」として過酷な拷問を受けることになり、37人が犠牲となった。
この過酷な弾圧は世界中から批判を受けるようになり明治政府は1873年（明治6年）、キリスト教禁止の高札を撤去、262年続いた禁教令に終止符が打たれた。各地に流配された浦上キリシタンは帰郷を許され浦上に戻り、津和野に流配された生還者もその中に含まれた。
浦上キリシタンの帰郷後、津和野におけるキリシタン弾圧の痕跡は撤去され忘れ去られようとした。しかし殉教の記憶を復元しようとパリ外国宣教会司祭エメ・ヴィリヨンは1891年夏、ヨハンナ岩永と共に津和野を訪れ光琳寺跡を発見、殉教者の遺骨を収集・埋葬した。1922年、記念碑建立。1951年、カトリック津和野教会の主任司祭であるイエズス会士パウロ・ネーベルが乙女峠を整備し乙女峠マリア聖堂を建立。翌1952年、「乙女峠まつり」が始まり、津和野の行事として毎年5月3日に開催されている。
2013年、前田万葉枢機卿（当時・広島司教）により津和野・乙女峠の殉教者の列聖運動開始を宣言、2019年2月5日、教皇庁列聖省に承認された。

## 殉教者一覧
津和野・乙女峠の殉教者37人は以下の通り。
フランシスコ・マリア 深堀和三郎
ジョアン・バプチスタ 森安太郎
ジョアン・ヨゼフ 岩永清四郎
ミカエル 藤田清次（治）郎
イナシオ 松岡孫四郎
ミゲル 山口熊吉
パウロ 深堀忠四郎
マリナ 片岡さめ
ドミンゴス 岩永甚三郎
ドミンゴス 岩永吉三郎
パウロ 片岡三右衛門
サビナ 藤田わび
カタリナ 中島その
カタリナ 深堀なか
ジョアン・バプチスタ守山甚吉
ペトロ 中島駒吉
深堀八十助
ドミニコ 片岡兵（与）助
カタリナ 深堀さい
カタリナ 深堀とめ
ロレンソ 平井正太郎
パウロ 片岡三八
ジョアン 岩永源八
ドミニコ 岩永又市
カタリナ 岩永すき
ジョアン・バプチスタ 守山国太郎
マダレナ 松尾こま
ドミニコ 守山祐次郎
キリスナ 深堀きり
ドミンゴス 片岡惣市
ジョアン・バプチスタ 深堀松五郎
カタリナ 相川わゐ
カタリナ 岩永もり
カタリナ 松尾かめ
ペトロ新三郎